# Leonardo Maria Lonfernini
Leonardo Maria Lonfernini (Borgo Maggiore, 19 settembre 1947) è un generale sammarinese, comandante delle forze armate sammarinesi dal 2007 al 2022..
Si è dimesso il 5 settembre 2022, dimissioni successivamente accettate

## Carriera militare
La carriera militare di Leonardo Maria Lonfernini, nato il 19 settembre 1947 a Borgo Maggiore, è incominciata nel 1970, quando è entrato nel corpo sammarinese più antico, prima all'interno della compagnia uniformata, di cui nel corso degli anni è diventato Ufficiale prima e poi comandante.
Entrò nel congresso militare, ricoprendo tutte le funzioni interne all'organismo: fu ispettore della milizia fino a sottocapo di stato maggiore e successivamente ispettore generale delle milizie, ovvero il vice comandante delle milizie sammarinesi. Dopo le dimissioni del generale Rosolino Martelli, fu nominato  comandante superiore  delle milizie, anche su proposta del Consiglio Grande e Generale.
Ha eseguito una serie di riforme all'interno del congresso militare, nel quale il Colonnello Corrado Carattoni ha ricevuto il grado di Ispettore generale delle milizie, diventato di fatto il vice di Lonfernini, così come il Colonnello Massimo Roberto Rossini, Capo di stato maggiore e il Tenente Colonnello Romeo Casadei ha assunto la funzione di Sotto Capo. Mentre entrerà in Congresso il Capitano Alessandro Zanotti, come Ispettore della Compagnia uniformata delle milizie.
Il 5 settembre 2022 si è dimesso dal ruolo di comandante poiché ha raggiunto l'età massima. Le dimissioni sono stare accettate dal Consiglio Grande e Generale l'8 settembre 2022. Il 17 ottobre delle stesso anno gli è succeduto Corrado Carattoni.